# LT United
LT United er en litauisk popgruppe på seks medlemmer, der blev dannet i forbindelse med Eurovision Song Contest 2006. Gruppen repræsenterede Litauen ved konkurrencen og gav landet sin hidtil bedste placering – en 6. plads.

## Biografi
LT United blev kendt for deres totalt gakkede optræden ved Eurovision Song Contest 2006. Deres sang mindede først og fremmest nærmere om en fodboldsang end en Melodi Grand Prix sang, og så indeholdte optræden gakkede dansetrin, violinsoloer (selvom lyden var en elektrisk guitar) og megafoner. Sangen var så gakket, at det græske publikum buhede dem langt væk, ved både semifinalen (som de fint kvalificerede sig videre fra), og ved finalen hvor de fik deres 6. plads. Gruppen fik bl.a. 12 point fra den tidligere 7-dobbelte Eurovision vinder, Irland. 

## Medlemmer
- Andrius Mamontovas
- Marijonas Mikutavičius
- Victor Diawara
- Saulius Urbonavičius
- Arnoldas Lukošius
- Eimantas Belickas